# Joyskim Dawa
Joyskim Aurélien Dawa Tchakonte (* 9. April 1996 in Colombes, Frankreich) ist ein kamerunischer Fußballspieler.

## Karriere

### Verein
Dawa spielte in seiner Jugend in seinem Geburtsland bei der US Avranches, bis er 2014 zur AS Monaco wechselte. Dort wurde er in seiner ersten Saison im Seniorenbereich in der zweiten Mannschaft eingesetzt.
Im Sommer 2016 schloss sich Dawa seiner ersten Auslandsstation, dem portugiesischen Klub Gil Vicente FC an. Während der Zeit seines dortigen Aufenthalts bestritt er kein einziges Ligaspiel. Daraufhin wechselte Dawa im Februar 2018 in die ukrainische Premjer-Liha zu FK Mariupol. Nach zweieinhalb Spielzeiten wurde er im September 2020 von dem lettischen Klub Valmiera FC verpflichtet, den er nach einem Jahr wieder verließ und für die Saison 2021/22 zum FC Botoșani in die rumänische Liga 1 wechselte. Zur Saison 2022/23 wurde er zum Ligakonkurrenten FCSB Bukarest transferiert.

### Nationalmannschaft
Dawa gab am 16. Oktober 2018 beim 0:0 im Qualifikationsspiel für den Afrika-Cup gegen Malawi sein Debüt in der kamerunischen Nationalmannschaft.
Nach der erfolgreichen Qualifikation für den Afrika-Cup 2019 berief ihn Nationaltrainer Clarence Seedorf in den kamerunischen Kader. Im ersten Gruppenspiel beim 2:0-Auftaktsieg gegen Guinea-Bissau stand er in der Startelf, wurde jedoch im weiteren Verlauf des Turniers nicht mehr eingesetzt.